# MARBLE SHEEP
MARBLE SHEEP（マーブルシープ）は日本のロックバンド。

## 略歴
MARBLE SHEEP(マーブルシープ)はONNA,White Heavenに在籍したken MatsutaniKEN MATSUTANI(松谷健)によって1987年初頭に東京で結成されたサイケデリック・ロック・バンドである。
当時の正式名称はマーブル・シープ&ザ・ランダウン・サンズ・チルドレン。  

1987年7月1日下北沢「屋根裏」にてライブデビュー。
当初は流動的なメンバーであったが精力的にライブ活動を続け、そのライブをカセットにパッケージし続々リリース。
このカセットは音楽誌「FOOLS MATE」に「彼らの音の攻撃は強烈に大脳を刺激し麻痺させる」と紹介された。
またJICC出版宝島別冊ロックファイルに「60年代の英米ロックに加えヨーロッパのロック・エッセンスを取り入れた彼らの音楽は"サイケ"のひとことで語ることの出来ない奥深さがある。」と紹介された。
1990年にアルケミーレコードより1stアルバムをリリース。
その後メンバーチェンジを繰り返し、現在で言うJAM ROCK STYLEを追求していたが1994年に一旦活動停止。KENはキャプテントリップレコーズの運営に専念する。
1999年にツインドラムを擁したストレートな爆音サウンドで復活。
2001年にリリースされた「STONE MARBY」は「これまでで最もストレートでロック色の強いサウンド」と紹介された。
その後日本国内はおろか海外にも積極的にツアーへ行きワールドワイドな活動を展開する。ドイツの音楽雑誌「Moonhead」で、マーブルシープの特集が組まれた。
2005年,2006年と2年連続でNHK-FM「ライブビート」 に出演。
2006-7年はヨーロッパを中心に数回に及ぶツアーを敢行。フランス、イタリア、デンマーク、ドイツ、スペイン、スイス、ポルトガルなどヨーロッパ各地へ遠征した。国内では、ダモ鈴木、ミック・ファレン(Mick Farren), デヴィット・ピール（David Peel)らと共演し各地をまわり、2008年にはFAUST（ファウスト）の来日公演で彼らの数々の名曲を共演し再演した。2009年になると初のアメリカ・ツアー,2010年には2回目のスペイン・ツアー、ニュージーランド・ツアーと精力的に海外でも演奏している。
2009年よりはKEN/GUITAR,VOCAL　ZIGEN/GUITAR　BABY/BASS　IWAMOTOR/DRUMSと安定し、ROCKの一番輝いていた時代を継承しつつ独自のROCK'N'ROLL SOUNDを確立している。またアルバム「グリーン」に収録された「ニュー・ホライズン」は2020年の東京オリンピックでの世界の着物をデザインする企画「ＫＩＭＯＮＯ　ＰＲＯＪＥＣＴ」のプロモーション映像にも起用された。

### MARBLE SHEEP are
- KEN (Guitar&Vocal)
- ZIGEN (Guitar)
- BABY (Bass)
- IWAMOTOR (Drums)

## 作品

### CD
- GREEN/グリーン(2009)from CAPTAIN TRIP
- PURPLE/パープル（2009)from CAPTAIN TRIP
- MESSAGE FROM OARFISH/リュウグウノツカイとルビーのバラ(2007年)
- RAISE THE DEAD/反魂の術(2006年)
- THE GATE OF A HEAVENLY BODY/天界の門(2005年)
- FOR DEMOLITION OF A SPIRITUAL FRAMEWORK(2003年)
- STONE MARBY(2001年)
- SHINJUKU LOFT(1995年) --「TOKYO 1988」としてボーナス・トラック2曲追加し再発(2008年)
- PSYCHEDELIC PARADISE(1995年)
- WHIRL LIVE(1994年)
- TWIGA(1993年)
- OLD FROM NEW HEADS(1993年)
- BIG DEAL(1992年)
- MARBLE SHEEP&THE RUN-DOWN SUN'S CHILDREN(1990年)アルケミーレコードよりリリース

### ANALOG
- MESSAGE FROM OARFISH(12inch)
- HOLIDAY(7inch)
- THE GATE OF A HEAVENLY BODY(12inch)
- FLA FLA HEAVEN/MONSTER CITY(7inch)

### FLEXI
- NO TITLE(1988年)

### LIVE CD-R
- LOPPEN,KOPENHAGEN 24th March 2006
- SILO 1,TOGING AM INN 17th March 2006
- KUNSTKELLER O-27,FURTH 15th March 2006
- Live in Leipzig 14.Marz 2006
- BASTARD,BERLIN 12th March 2006
- DR.K SCHWERIN 11th March 2006
- 2005.Dec.Sapporo,Live&Studio MARBLE SHEEP meets ライナスの毛布
- Summer Tour 2005
- 2004 Live Archives
- 2003.Nov.13th&14th Hokkaidou
- 2003.Sep.14th Shibuya LA MAMA
- 2003.Apr.19th Kichijouji SILVER ELEPHANT
- 2003.Mar.15th Ikebukuro LIVE INN ROSA
- 2002.Oct.13th Namba BEARS
- 2002.Oct.11th Hamamatsu POLKA DOT SLIM
- 2002.Sep.24th Shibuya AOI-HEYA
- 1999.Dec.3rd Koenji 20000VOLT

### Various Artists
- KICK OFF THE JAMS
- UFO CLUB TOKYO JAPAN vol.2
- Tokyo Flash Back 5
- PSF&Alchemy 20th ANNIVERSARY LIVE
- The Psychedelic Avengers

## その他参加作品・ソロプロジェクト

### MARBLE SHEEP meets ○△□
- MARBLE SHEEP meets ○△□

### MICKEY GUITAR PROJECT
- MICKEY GUITAR
- more! MICKEY GUITAR
- MICKEY GUITAR Again!
- First 7inch
- FLOWERS

- The Mickey Guitar Band

### IWAMOTOR WORKS
- KURUU CREW vs MATSUMOTOR

### MICK FARREN
- TO THE MASTERLOCK：LIVE IN JAPAN 2004

### Mr.Rogers Neighborhood
- Radical Music for Docile Mind
- Non ComposMentis

### DAVID PEEL
- DAVID PEEL/三上寛　高円寺JIROKICHI LIVE
- Rockn'Roll Outlaw Japan Tour 2003 - ELECTRIC VERSION